# Ratio decidendi
Ratio decidendi es una expresión latina, que significa literalmente en español "razón para decidir" o "razón suficiente". Hace referencia a aquellos argumentos en la parte considerativa de una sentencia o resolución judicial que constituyen la base de la decisión del tribunal acerca de la materia sometida a su conocimiento.
En el common law, es decir, en el derecho anglosajón, la ratio decidendi tiene gran importancia, pues al contrario del obiter dictum, sí tiene carácter vinculante y, por tanto, obligan a los tribunales inferiores cuando deben resolver casos análogos (principio de stare decisis).
En algunas sentencias se encuentra al final de las mismas.